# NGC 2561
NGC 2561 (również PGC 23351 lub UGC 4336) – galaktyka spiralna z poprzeczką (SBc), znajdująca się w gwiazdozbiorze Hydry. Odkrył ją Lewis A. Swift 23 marca 1887 roku.